# Parmaturus campechiensis
Espèce
Répartition géographique
Statut de conservation UICN

 DD  : Données insuffisantes
Parmaturus campechiensis est une espèce de requins.